# Ахмедов, Абдулла Гамзатович
Абдулла Гамзатович Ахмедов (род. 30 марта 2004 года, Екатеринбург, Свердловская область) — российский дзюдоист цахурского происхождения. Призёр чемпионата России 2023. Чёрный пояс по дзюдо. Мастер спорта.

## Биография
Ахмедов родился в Екатеринбурге, Россия. Он имеет цахурские корни по линии отца. Начал заниматься дзюдо с начальной школы под руководством своего первого тренера Эльнура Гасанова.

## Спортивная карьера
Первые медали для Ахмедова пришли в 2019 году, когда он стал третьим на Уральском федеральном округе среди кадетов (до 18 лет) в весовой категории до 46 кг. Годом позже он уже стал финалистом УФО сред кадетов в весе до 55 кг. В августе 2021 года стал вице-чемпионом Спартакиады среди юниоров (до 21 года) в весе до 60 кг, который прошёл в Армавире. В ноябре 2021 года стал пятым на первенстве России среди юниоров в Екатеринбурге. В апреле 2022 года выступил на первенстве России до 23 лет в Тюмени, но не добрался до призового места. В конце августе 2022 года Ахмедов завоевал бронзу на Спартакиаде сильнейших среди взрослых дзюдоистов в Казани. В ноябре 2022 года выиграл первенство России среди юниоров в Красноярске, одолев в финале Сайфуллу Омакаева из Чеченской республики. В феврале 2023 года пришёл вторым на всероссийском турнире памяти Н. И. Кузнецова в весе до 66 кг. В конце марта 2023 года стал пятым на международном турнире серии «Russian judo Tour» посвященный памяти В. С. Ощепкова в Хабаровске. В сентябре 2023 года он впервые выиграл бронзовую медаль на взрослом чемпионате России в Кемерово.

## Спортивные достижения
- 2022 Первенство России среди юниоров — ;
- 2022 Всероссийская спартакиада — ;
- 2023 Чемпионат России — ;
- 2023 Кубок России — ;[10]